# Palaeolama hoffstetteri
Palaeolama hoffstetteri es una especie de mamífero artiodáctilo extinto integrante del género Palaeolama. Este camélido habitó en el Pleistoceno medio del centro de América del Sur.

## Taxonomía
Esta especie fue descrita originalmente en el año 1999 por los paleontólogos Guérin y Faure.
Holotipo
El holotipo designado es el catalogado como: MNHN TAR 158, el cual consta de un hueso metacarpal izquierdo. También se usó para describirla una tibia, un astrágalo y 5 falanges.
Etimología
Etimológicamente, el término específico hoffstetteri es un epónimo que refiere al apellido de la persona a quien fue dedicada, R. Hoffstetter, quien investigó los camélidos y otros representantes fósiles del Pleistoceno de Tarija, Bolivia.
Caracterización y relaciones filogenéticas
Es un camélido de gran tamaño, huesos robustos, con proporciones similares a P. weddelli pero de un tamaño mucho mayor.
Esta especie fue exhumada de estratos del Pleistoceno medio del departamento de Tarija, Bolivia.